# 월터 헨리 메드허스트
월터 헨리 메드허스트(영어: Walter Henry Medhurst, 1796년 3월 13일 ~ 1857년 9월 21일)는 중국에 온 영국 회중주의자 선교사였는데, 런던에서 태어나 세인트폴스 스쿨에서 교육을 받았다. 그는 성경을 중국어판으로 번역한 초기 사람 중 한 명이었다.